# Šumska mlečika
Šumska mlečika ili bademasta mlečika (лат. Euphorbia amygdaloides) vrsta je zeljaste biljke iz porodice Euphorbiaceae. Latinsko ime roda Euphorbia potiče od istoimenog ličnog lekara kralja Mauritanije, Juba II. Ime vrste amygdaloides potiče od imena za bademovo stablo (amygdala), odnosno znači sličan bademu. 

## Opis
Šumska mlečika je višegodišnja zeljasta biljka visoka 30-70 cm sa horizontalnim odrvenelim korenom. Stabljike su uspravne ili se izdižu. Sterilne stabljike su mnogobrojne, sa gusto raspoređenim listovima, odrvenele i poseduju prezimljujuću terminalnu rozetu. Fertilne izrastaju iz vrha prezimljujućih stabljika, koje su tada već izgubile svoje donje i srednje listove. Cvetne stabljike su okrugle, retko olistale, često mrko dlakave. Na vrhu poseduju 4-9 cvetnih grančica.
Listovi sterilnih stabljika su izduženo objajasti, sa suženom osnovom, zatupasti ili ušiljeni, sa celim obodom, tamnozeleni i tanki a kasnije skoro i kožasti. Listovi na cvetnim stabljikama su sedeći, obrnuto lancetasti ili objajasti, celog oboda, na vrhu zaokrugljeni, žutozeleni, goli ili dlakavi, ponekad skoro ljuspasti. Pricvetni listovi (brakteje) su mali, poluokruglo-loptasti, širi nego duži, po par donjim krajem srasli u okruglu, udubljenu lisnu ploču, žutozelene boje. Terminalna cvast je obično petoradijalna. Poseduju male cvetove u obliku čašica koje čine cijacijum. Cijacijum je dug 2,5 do 4mm, iznutra je dlakav, sa jajastim zupčastim režnjevima i sa 4 žute ili ljubičaste nektarije, snabdevene sa po dva ušiljena roga. Cvetovi su jednodomi. Središnji ženski cvet okružen je sa više od 10 muških cvetova koji imaju po jedan prašnik. Cveta od aprila do juna.
Plod čini suva, gola, hrapava čaura koja dozreva od juna do avgusta. Semenke su tamno do crnosive, bogate su masnim supstancama, te zbog toga privlačne mravima pomoću kojih se raznose.

## Rasprostranjenje i stanište
Rasprostranjena je u srednjoj, južnoj i jugozapadnoj Evropi kao i jugozapadnoj Aziji. Od Irske, Francuske i Portugalije prema isoku kroz srednju i južnu Evropu (južno od Sicilije), severni Balkan, sve do južne Rusije i Kavkaza. Na Balkanskom poluostrvu naročito rasprostranjena u njegovim severnim i srednjim delovima. Uneta je i u Severnu Ameriku.
Nalazi se u listopadnim šumama (naročito svetlim bukovim), ređe crnogoričnim. Nalazi se po obodima šuma i šumskim čistinama, u šikarama, od nizija do pretplaninskih pojaseva. Voli krečnjačku podlogu. Dobro raste i u osunčanim sredinama i u senci.

## Upotreba i značaj
Šumska mlečika pripada samoniklim otrovnim biljkama. Svaki deo biljke je veoma otrovan u slučaju gutanja. Mleč dovodi do iritacije kože i očiju, nekad i do privremenog slepila.
Kao baštenska biljka često se gaji sorta E. amygdaloides robbiae koja ima tamne zimzelene listove raspoređene u čvrstu rozetu.